# Yips
Per yips si intende la perdita di capacità motorie negli atleti. La condizione si verifica improvvisamente e senza una spiegazione apparente di solito in atleti maturi con anni di esperienza e allenamento. È scarsamente compreso e non ha alcun trattamento o terapia nota. Gli atleti colpiti dagli yip talvolta recuperano la loro abilità, il che può richiedere un cambio della propria tecnica. Molti sono costretti ad abbandonare il loro sport al più alto livello.
Gli yip si manifestano come contrazioni involontarie, barcollamenti e spasmi. La condizione si verifica più spesso negli sport dove gli atleti sono tenuti a svolgere una singola azione precisa e tempestiva come il golf e le freccette. La condizione è anche sperimentata dai giocatori di bowling, nel cricket, nel calcio freestyle e nei lanciatori nel baseball.